# Исмаилия
Исмаилия (на арабски: الإسماعيلية) е град в Североизточен Египет. Главен град на административната област (мухафаза) Исмаилия. Разположен е на западния бряг на Суецкия канал, приблизително по средата между градовете Суец и Порт Саид. Столицата Кайро, с която се свързва чрез удобна магистрала, е разположена на около 100 км югозападно от Исмаилия. Пътят минава през урбанизирана територия. Населението на Исмаилия е 397 446 души (по приблизителна оценка от юли 2018 г.).

## История
Исмаилия е основан през 1863 г. по време на строителството на Суецкия канал от хедив Исмаил паша, на когото е кръстен града. В Исмаилия е разположена администрацията на управлението на Суецкия канал. Градът е изключително озеленен, много красив, с много запазени къщи в европейски стил, в които са живеели строителите европейци. Днес градът е курортен център за отдих на средния и висшия елит на Египет. С множество прекрасни вили по бреговете на езерото Тимсах (едно от Горчивите езера), което е част от Суецкия канал.

## Родени в Исмаилия
- Клод Франсоа (1939 – 1978) – френски певец от 1960-те и 1970-те